# チョン・ジェウン
チョン・ジェウン（정재은、1969年3月26日  - ）は、韓国の映画監督、脚本家である。

## 人物・来歴
1969年3月26日、韓国ソウル市に生まれる。
韓国芸術総合学校映像院映画科・マルチメディア映像科を同学の第1期生として卒業した。1999年から短篇映画を撮り始める。
2001年、長篇劇映画『子猫をお願い』で映画監督としてデビュー。釜山国際映画祭、ロッテルダム国際映画祭、香港国際映画祭、大韓民国映画大賞等で各賞を総なめにし、出演したペ・ドゥナら女優たちにも受賞をもたらした。

## フィルモグラフィ
- 『ユジンの秘密の暗号』 도형일기, Yu-jin's Secret Codes : 1999年 - 短篇映画
- 『子猫をお願い』 : 2001年 - 長篇デビュー作
- 『その男事情あり』（オムニバス『もしあなたなら 6つの視線』 If You Were Me） : 2003年
- 『台風太陽 君がいた夏』 The Aggressives : 2005年
- 『蝶の眠り』: 2018年
- 『猫たちのアパートメント』:2022年